# William Sharp Macleay

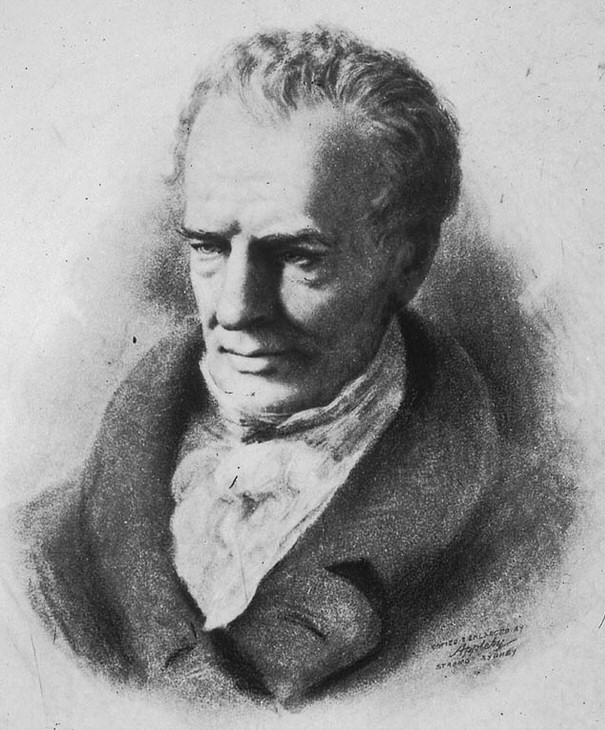
William Sharp Macleay

William Sharp Macleay (* 30. Juli 1792 in London; † 26. Januar 1865 in Sydney) war ein britischer Jurist, Zoologe und Entomologe.

## Leben
Er war der Sohn von Alexander Macleay (1767–1848), einem Kolonialbeamten in Australien und Entomologen (mit einer der damals größten privaten Insektensammlungen), der erster Direktor des Australian Museum in Sydney war. William Macleay besuchte die Westminster School und studierte am Trinity College in Cambridge, an dem er 1814 seinen Bachelor erwarb und senior optime wurde und 1818 seinen M.A. erhielt. Danach ging er als Diplomat nach Paris, wo er Sekretär des Ausschusses war, der britische Forderungen an Frankreich nach Ende der Herrschaft Napoleons behandelte. In Paris hatte er Kontakt zu Zoologen wie Georges Cuvier, Étienne Geoffroy Saint-Hilaire und Pierre André Latreille. 1819 war er wieder in England. 1825 wurde er Mitglied des spanisch-britischen Gerichtshofs zur Aufhebung des Sklavenhandels in Havanna und war dort bis 1836 Richter. Nach seiner Pensionierung im selben Jahr ging er wieder nach England, emigrierte aber 1839 wegen des besseren Klimas nach Australien. Er lebte in Sydney, widmete sich seinem Garten auf dem vom Vater ererbten Haus in Elizabeth Bay und vermehrte die Insektensammlung seines Vaters.
In seiner Horæ Entomologicæ schlug er eine neue Systematik der Insekten vor, die sich aber nicht durchsetzte. Er veröffentlichte nicht nur über Insekten, sondern auch über die Systematik der Fische, Trilobiten (Annals of Natural History 1839), Manteltiere und die Anatomie von kubanischen Vögeln. Er hatte ein Interesse für philosophische Fragen der Zoologie und originelle Ideen für Systematik, die aber außer bei einigen befreundeten Naturkundlern (und zum Beispiel William Kirby) keinen Widerhall fanden. Der Ornithologe Alfred Newton beschrieb ihn im Artikel Ornithologie der 9. Auflage der Encyclopedia Britannica als Mann von wirklichem Genius, auch wenn er seine Theorien ablehnte. In Australien interessierte er sich außer für Insekten auch für die marine Fauna um Port Jackson, wozu sein Haus an der Elizabeth Bay mit Meeresblick gut gelegen war.
Sein Haus wurde Treffpunkt von an Naturkunde Interessierten in Sydney und auch sein Bruder George und sein Cousin William John Macleay (1820–1891), der auch Politiker in Sydney war, waren zoologisch interessiert. Er hatte breite kulturelle Interessen und bewegte sich über die Naturkunde hinaus in Intellektuellenkreisen in Sydney, nach 1860 zog er sich aber zunehmend aus Gesundheitsgründen zurück. Besonders der zehnjährige Aufenthalt in Kuba hatte ihn gesundheitlich mitgenommen.
1821 wurde er Fellow der Linnean Society of London und er war Fellow der Royal Society. 1839 war er Präsident der Sektion D (Naturgeschichte) der British Association for the Advancement of Science auf ihrem Treffen in Liverpool. 1841 bis 1862 war er Trustee des Australian Museum. Er war zeitweise Mitglied des National Board of Education in Sydney.
Da er nicht verheiratet war, erbte sein Bruder George. Seine Sammlung und Bibliothek kamen an die Universität Sydney (Macleay Museum).

## Schriften
- Horæ Entomologicæ, or Essays on Annulose Animals. 2 Bände. London 1819, 1821
- Annulosa Javanica, or an Attempt to illustrate the Natural Affinities and Analogies of the Insects collected in Java by Thomas Horsfield. London 1825
- Illustrations of the Annulosa of South Africa. London 1838
- Remarks on the Identity of certain General Laws, which have been lately observed to regulate the Natural Distribution of Insects and Fungi. In: Transactions of the Linnean Society, Band 14, 1825